# 宜蘭國際童玩藝術節

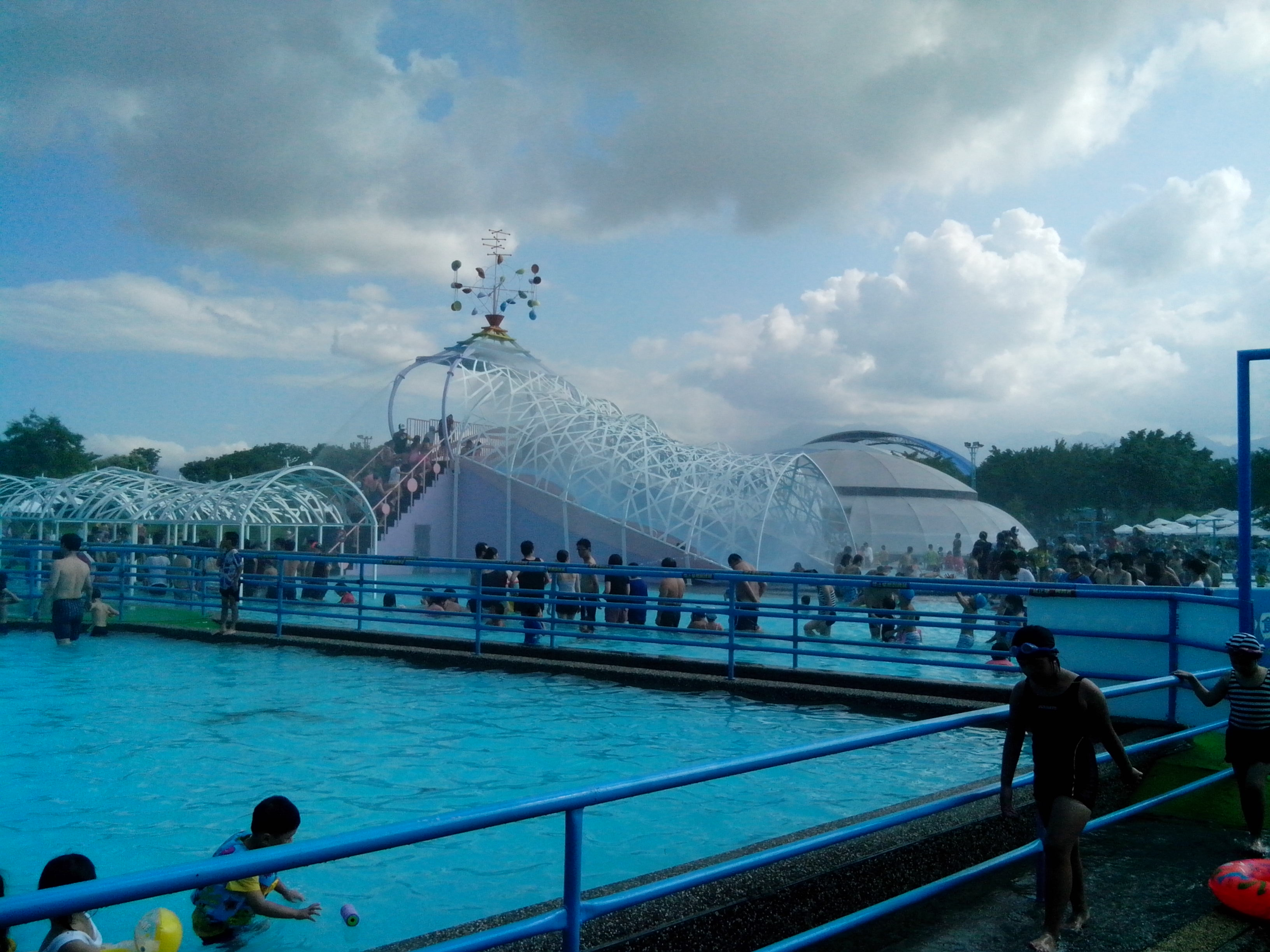
2013年宜蘭國際童玩藝術節-戲水區

宜蘭國際童玩藝術節（英語：International Children's Folklore & Folkgame Festival, Yilan），簡稱宜蘭國際童玩節，是中華民國（台灣）宜蘭縣每年夏季的重要活動。該活動是聯合國教科文組織A級團體「國際民俗藝術節協會」（C.I.O.F.F.）在亞洲唯一邀請認證的藝術節活動。自1996年（民國85年）游錫堃縣長開辦以來，除1998年（民國87年）因腸病毒、2003年（民國92年）因SARS疫情而暫停辦理、2020年（民國109年）與2021年（民國110年）因COVID-19疫情而暫停辦理以外，童玩節可說是台灣元老級的地方節慶，也是台灣第一個得以自給自足的公辦收費活動，被稱為活動產業的模範生。

## 活動由來
童玩藝術節，原本是「宜蘭紀念日200年」系列活動中，最早定案、最主要的活動項目，也是文建會鼓勵縣市舉辦小型國際性展演活動計劃之下，第一個成功的案例。
游錫堃縣長推動文化立縣，於1991年以歷史省思為主軸辦理「開蘭195週年12項系列活動」、次年以本土文化內涵辦理「全國運動會」，因為廣獲好評遂於1992年底宣布計畫於1996年(民國85年)為紀念宜蘭開墾（漢人吳沙入蘭）兩百週年1996年(民國85年)，為了紀念此一宜蘭史上的重大事件，宜蘭縣政府舉辦一系列的大型活動，來促進宜蘭區域振興。規劃過程中，為了了解文化活動如何為地方帶來效益，游錫堃縣長親自率領團隊透過學者吳靜吉的安排參觀了亞維儂國際藝術節，並多方請益各界人士。最後系列活動定案包括【歡樂宜蘭年】、【水、綠、健康－羅東運動公園開園活動】、【兒童的夢土－宜蘭國際童玩藝術節】、【國際名校划船邀請賽】等等，第一屆童玩節就此誕生。
1996創辦第一屆「宜蘭國際童玩藝術節」，9國10支藝術團隊參演，門票250元，入園人次近20萬，門票收入4500萬元，未動支任何公務預算下短絀50萬元。1997第二屆「宜蘭國際童玩藝術節」，12國14支藝術團隊參演，入園28萬多人次，門票收入7200萬，未動支任何公務預算下盈餘2600萬元。童玩藝術節不僅是在國際化這一命題上，被突出意義，也創造出多元的價值，特別是由文化活動促進觀光，活絡了相關產業，對宜蘭縣整體而言，正產生著正面、複合性的效益。

## 活動內容
以演出、展覽、遊戲、交流四大軸線，設計各種與主題相關的活動內容；並突顯「在地文化」、「親子同樂」、「學習交流」、「四海一家」等特色；內容詳如下：
一、演出：包括國際民俗童玩舞蹈表演及歌謠表演等，每屆均會邀請至少十個國家以上來自遍佈全球各大洲的傑出表演團隊來參與演出，並邀請國內各專業團體，包括宜蘭在地的蘭陽舞蹈團以及原住民學校表演團隊共襄盛舉，以拓展國內外民眾視野並達成文化交流、文化外交的目的。童玩節自1996年(民國85年)開辦以來，共計邀請過67國172個外國團體到親水公園演出。
二、展覽：童玩節每年規劃三至四個童玩主題館，由鄉村到國際、從傳統到科技，內容包羅萬象、琳瑯滿目，展現不同國家、不同民族、不同年代的童玩文化。
三、遊戲
（一）戲水區：為了充分展現宜蘭豐沛的水資源，童玩節充分運用舉辦場地親水公園的地利條件，加上無比的創意，設計出一座又一座、原創開發的大型戲水設施。包括1996年(民國85年)水迷宮、1997年(民國86年)驚奇隧道、1999年(民國88年)水戰車、2000年(民國89年)倒轉水迷宮、2002年(民國91年)T作戰等等，獨一無二的玩水經驗，讓童玩節的名聲逐漸偏向水域遊戲。
（二）遊戲區：童玩節的遊戲區是要展現策畫團隊『玩』的創意，而非直接引進現有遊具。如不可能的任務、立體迷宮、High Net......等，也都是充滿原創、獨一無二的大型遊戲設施。
（三）國際區：邀請國外童玩教師及參演之國外團隊，帶領現場民眾一起玩遍各國傳統民俗遊戲。
四、交流：辦理文化藝術研習及童玩教學研習，邀請國內各項文化藝術教師指導外國團員了解本國傳統文化，同時亦邀請外國童玩教師帶領大小朋友一起認識各國傳統童玩，促進文化交流。

## 歷史
1996年，開辦預算規模約5000萬元，經費來源由文建會贊助2000萬元，宜蘭縣政府撥款700萬元。原有2700萬元缺口，但因門票收入4500萬元，因此，結餘時還剩1900萬元，全數留做下一屆童玩節經費。
1997年，童玩節預算規模6500萬元，無經費補助，僅以1900萬為基礎辦理，但門票收入7200萬元，結餘2600萬元。後因審計部認為，文建會之前補助款既然有結餘，就應繳回國庫，因此還給政府約2000萬元。
1998年，文建會補助1600萬元，預先撥款300多萬元供期前使用，但因腸病毒肆虐，活動開幕前一星期緊急喊停，結算當年白花了1300多萬元。童玩節的結餘經費也形同歸零。
1999年，開辦費僅有700多萬元，但因延長期限為44天，入園人次多達四十萬人，門票收入9000多萬元，加上民間贊助，使當年總收入上億，又開始有結餘。
2003年，因當年春天發生SARS疫情而決定當年停辦，已籌備部分列為虧損。後SARS危機解除，為振興地方文化活動，負責童玩節經費與承辦的財團法人蘭陽文教基金會，於原結餘款中撥出6000多萬元支持地方表演團體，所以，當年經費只有支出，沒有收入。
2004年，國際童玩藝術節復辦，仍維持入園人次高達80萬人的榮景，又有盈餘。但因開辦多年來設施已開始老舊，汰換維修支出提高，加上入園人數實際超出胃納量，影響了園區品質，因此，也開始面臨童玩節形象下降的危機。
2005年，為符合八十萬入園人次所需，主辦單位擴大園區規模並持續更新設施，但因當年暑假曾連續三個週末日遇颱風，結果入園人次僅達50幾萬人，結算虧損5000多萬元。
2006年，宜蘭縣政府決定採雙園區策略，將門票調高為450元，但大量切票的結果，造成坊間票價混亂，結果園區的無折扣票價最貴，顧客反彈並產生對主辦單位的不信任；此外，主辦單位還因某旅遊網跳票，導致票款收不回。統計當年雙園區策略，共有53萬人次入園，但虧損累計上億。
2007年，預算規模1億5000多萬元，票房目標為60萬人次，但總入園人數僅325000餘人，計門票收入約8300多萬元，加上園區店面出租收入及廠商贊助，結算仍虧損6700萬元，為開辦以來虧損最嚴重的一年。
2008年，國際童玩藝術節於該年起停辦，宜蘭縣政府卻在同一場地開辦宜蘭國際蘭雨節（蘭雨節），惹人非議。
2010年，童玩節復辦，由財團法人蘭陽文教基金會承辦，期間自7月3日至8月15日，分為冬山河、武荖坑、頭城等園區。共計有17個國家、18個團體參與文化項目的演出，累積參加人數達到58萬人原先預估2010年入園人數能達60萬人，但實際入園遊客僅58萬人。，恢復至2005年(民國94年)水準。2010年(民國99年)的童玩節最大特色，是橫跨冬山河、可供行人及自行車通行的景觀吊橋。
2011年，國際童玩節由縣政府主辦，入園的遊客減少到52萬7000人次，整整減少將近5萬人次。復辦這兩年，虧損仍達到4500萬元。
2015年以「飛」為主題，總入園人次達378,004人次。
2016年以「童心一ㄒㄧㄚˋ」為主題，總入園人次達366,662人次。
2017年以「穿越時空歷險記 」為主題，總入園人次達340,355人次。為歷史新低，點出童玩節危機。
2018年以「童心大進擊」為主題，總入園人次達408,000餘人。今年將滑水道升級大改版，進而拉抬入園人數，並預告2019年將升級為2.0版。
2019年 以「蛻變」為主題，總入園人次達500000餘人。在星空的夜晚，清澈湖泊的映照下，加上夢幻震撼水舞燈光秀。
2020年與2021年，因發生COVID-19疫情而決定停辦。
2022年恢復辦理，並以「酷樂宜夏」為主題，總入園人數達411217人次。
2023年 以「童玩原宇宙」為主題，總計入園人數在45萬7451人次
2024年 主題為「童玩的多重宇宙」，總入園人數達53萬人次

## 停辦爭議
自2004年（民國93年）自劉守成縣長執政的第三年起，宜蘭童玩節人數銳減到78萬人，盈餘2700萬新臺幣，2005年（民國94年）原先估計80萬人入園，但因連續颱風侵台，實際入園人數僅50餘萬人，當年開始虧損，最後統計共虧損5000萬元新臺幣。自縣長呂國華接任後，2006年（民國95年）除了將冬山河園區納入以外，武荖坑也被納入園區之一。當年51天的童玩節活動，人園人數恢復到86萬人，但因支出過大虧損4400百萬新臺幣。可惜這樣的光景在2007年（民國96年）宜蘭縣政府以入園人數減少和該年童玩節虧損3700萬新臺幣的原因，決定未來停辦此活動。2008年（民國97年）卻在同一場地開辦宜蘭國際蘭雨節，引發爭議。2010年（民國99年）11月24日，宜蘭縣長林聰賢恢復辦理停辦2年的童玩節。

## 批評與危機
2005年（民國94年）呂國華當選宜蘭縣長起，童玩節開始虧損，呂國華以此為藉口於2007年（民國96年）8月7日宣佈將於2008年（民國97年）起停辦童玩節。宜蘭當地民間團體出面串聯農民、民宿業者、旅館公會以及相關觀光產業，堅持童玩節應該繼續辦下去，不排除以「公辦民營」方式經營童玩節。當初一手策劃童玩節的李靜慧說，文化是當初開辦童玩節的核心，觀光效益只是附加價值；但是後來的童玩節操作模式逐漸走偏，變成以「追求商業效益」為最大目標，
歷年來戲水水域水質衛生條件不佳，屢遭投訴，更被自家衛生局單位檢驗水質不合格，於2012年被媒體檢驗水質生菌數超標破表宛如糞水，於2013年起水質委託專業團隊管理後才獲改善。
許多遊客喜歡到宜蘭國際童玩節玩水消暑。據《壹週刊》報導，童玩節從月初開幕至今，遊客人數已突破20萬人，但是童玩節的水質卻相當骯髒，生菌數、大腸桿菌也嚴重超標。
據報導，經檢驗，宜蘭童玩節水質總生菌數高達5千800萬CFU，超標11萬倍，大腸桿菌也高達4萬2千CFU，超標4萬2千倍。林口長庚毒物科主任林杰樑表示，泡了這種水很容易出現皮膚病、傳染病，如果不小心喝到水恐發生急性腸胃炎，若身上有傷口，甚至可能引發蜂窩性組織炎、敗血症。
宜蘭縣政府文化局對此回應，已請專家檢驗，改善加氯設備、過濾系統等，並將研議是否全面管制未穿泳裝者不能下水。

## 相關連結
1. 宜蘭國際童玩藝術節官方網站（页面存档备份，存于）
2. 宜蘭縣政府（页面存档备份，存于）